# Râul Șapte Izvoare
Râul Șapte Izvoare este curs de apă afluent al râului Bâsca Mică. 

## Hărți
- Harta Munții Buzăului [nefuncțională – arhivă]